# Negative Approach
Negative Approach est un groupe de punk hardcore américain, originaire de Détroit, dans le Michigan. Formé en 1981, le groupe est considéré comme pionnier du punk hardcore en particulier dans la région du Midwest. Le groupe se sépare en 1984 lorsque le chanteur John Brannon rejoint Laughing Hyenas, mais il se reforme en 2006 et continue ses activités depuis.
Le style musical de Negative Approach est influencé par The Stooges, des groupes de punk anglais (notamment Discharge), et des groupes de oi! même si leur son est beaucoup plus agressif que leur influences.

## Biographie

### Première période (1981-1983)

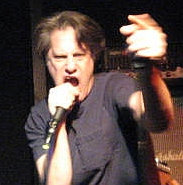
John Brannon.

Negative Approach est formé en août 1981 à Détroit, dans le Michigan par Brannon et Pete Zelewski, supposément après avoir assisté à un concert de Black Flag et Necros. La première formation comprend Brannon au chant, Rob McCulloch à la guitare, Pete Zelewski à la basse, et Zuheir Fakhoury à la batterie. Peu après, Zelewski quitte le groupe pour former Allied et est remplacé par le frère de McCulloch, Graham. Fakhoury est ensuite remplacé par Chris « Opie » Moore. La formation qui comprend Brannon/McCulloch/McCulloch/Moore restera quasi-inchangée jusqu'à la séparation du groupe.
Le premier concert de NA s'effectue dans la cave du batteur de Necrose, Todd Swalla. Peu après, ils enregistrent une démo, puis participent à la compilation EP Process of Elimination, publiée par Touch and Go Records. La compilation fait notamment participer Meatmen et Necros. NA, les Meatmen et Necros effectuent ensuite la tournée Process of Elimination.
La première approche en studio du groupe s'effectue en 1982 avec l'enregistrement d'un premier EP, aussi publié par Touch and Go. Il comprend Can't Tell No One, Ready to Fight et Nothing, cette dernière étant considérée comme la quintessence du genre. L'année suivante sort l'album studio Tied Down, un classique hardcore pour les fans.
La première formation du groupe s'émiette en 1983. Rob McCulloch explique que Brannon ne souhaitait pas écrire différemment les chansons. McCulloch explique également que l'implication de Brannon avec Larissa Stolarchuk de L-Seven était une autre source de tensions. Le groupe se réunit beaucoup plus tard après Tied Down, puis se sépare pour de bon.

## Membres

### Membres actuels
- John Brannon - chant (1981–1984, depuis 2006)
- Chris « Opie » Moore - batterie (1981–1983, depuis 2006)
- Harold Richardson - guitare (depuis 2006)
- Ron Sakowski - basse (depuis 2006)

### Anciens membres
- Pete Zelewski - basse (1981)
- Zuheir - batterie (1981)
- Rob McCulloch - guitare (1981–1983)
- Graham McCulloch - basse (1981–1983)

### Musiciens de tournée
- Kelly Dermody - guitare (1984)
- Dave - basse (1984)
- Mike McCabe - batterie (1984)
- Anthony DeLuca - batterie (2012)
- Chuck Burns - batterie (2013)

## Discographie

### Album studio
- 1983 : Tied Down (Touch and Go)

### EP
- 1982 : Negative Approach (7" ; Touch and Go)
- 2010 : Friends of No One (enregistré en 1984 ; 7"/CD ; Taang! Records)

### Démos
- 1981 : 1st Demo
- 1981 : Lost Cause Demo
- 1981 : EP Demo First Version
- 1983 : Tied Down Demo (aka Rice City Demo)

### Compilations
- 1992 : Total Recall (1992, Touch and Go)
- 2005 : Ready to Fight: Demos, Live and Unreleased 1981-83 (2005, Reptilian)
- 2011 : Nothing Will Stand in Our Way (2011, Taang! Records)[7]